# Estetika aranžování květin
Estetika aranžování květin je kritérium hodnocení aranžovaných květin pomocí souboru výtvarných zásad, zvyků a subjektivních vjemů. Estetika jako hodnotící kritérium umožňuje srovnání i zcela stylové různých, rozdílně velkých, technicky méně a více složitých děl v logickém měřítku. Pomocí estetiky má být vyvolána v pozorovateli psychologická odezva. Estetizované dílo tedy (obvykle) není rutinně zpracovaným výrobkem, ale umožňuje požitek z vjemu a požitek z představy.

## Koncepce uspořádání
Prvky z nichž je složena celá koncepce díla jsou a musí být alespoň v některých charakteristikách různorodé, aby dílo nepůsobilo stereotypně a únavně. Také naopak různorodost nesmí dosáhnout té míry, aby jednotlivé prvky narušovaly celkové uspořádání, kontext a působily chaoticky, nebo nevhodně, nelogicky a nepřirozeně. Nepřirozeně jako libovolná směs hmot, prvků, linií, barev, struktur, bez ladu a ohledu na přirozenost, vzhled, vztahy a umístění.
Lze tedy shrnout frází, že hlavním účelem kompozice je podřídit rozmanitost ucelenosti.

## Geometrie
Vlastnosti aranžmá odvozené od topologie a geometrie.

### Bod
Významově a esteticky je důležitá poloha bodu v celku, v třídimenzním prostoru. Jinak působí prvek v prázdném prostoru umístěný ve středu, zlatém řezu nebo na horní nebo dolní linii pohledu. Od uvedené polohy a souvislostí se subjektivně usuzuje význam umístění. Jako výrazný bod je vnímán prvek, který je v celku cizorodý nebo nějakou vlastností jedinečný. Použití výrazného bodu koncentruje pozornost, a to tím více, čím unikátněji působí prvek v prostoru. Takový prvek (nebo kompozice) může být stejně vhodný jako nevhodný pro použití, důležité jsou souvislosti, celkový vjem a provedení.
Použití více bodů dává další možnosti kombinací pomocí nástrojů jako je vzor, rytmus, množství, barevná škála, kontrast, vzájemný vztah, pozice.

### Linie
Jsou hodnoceny směřování zjevných spojitých linií výrazných prvků v aranžmá, linie navazujících (podobných) prvků v celku, případně výrazné okraje celku, linie které jsou součástí jednotlivých prvků, jež jsou například dány i texturou. Rovněž je jako podstatné vnímáno společné působení těchto linií, protože společně vytváří dynamický celek. Použití stejných prvků v jednoduchém rytmu a tvaru činí linie velmi významnými. S liniemi v aranžmá pracuje nejpromyšleněji ikebana.
Výrazné body v kompozici jsou obvykle body, odkud jsou vedeny linie, po kterých je vedeno aranžérem oko pozorovatele, tzv. startovací body.

### Tvar
Tvar je významným výrazovým prvkem. Často bývá používán symbolický tvar aranžmá, jako je kruh, kříž, hvězda. Jednoduché symbolické tvary jsou obvykle při posouzení estetického dojmu, i výběru pozorovatelem, preferovány. Tvar je estetickým výrazem, působí zde linie okrajů plochy, svírané úhly, hmota (plocha) tvaru a směřování (prodloužení na délku). Tvar může být takto vnímán jako vyjádření pohybu, děje.

### Velikost
Velikost a vzájemný poměr velikostí jednotlivých prvků, množin a ploch je významný výrazový prvek. Celková velikost aranžmá je sama o sobě i ve vztahu k velikosti jednotlivých prvků a množin prvků rovněž důležitá.

### Prostor
Vztah prostoru a aranžovaného celku je významný z hlediska vnímání aranžmá. Aranžované celky tak mají, pokud je to možné, pracovat s výrazem, barevností, velikostí prostoru a umístěním aranžovaného celku v prostoru.

### Těžiště
Těžiště kompozice je bod, který je ve vztahu k tvaru, liniím, uspořádání hmot, ale i dalším vlastnostem aranžmá. Optické (zdánlivé, pozorovatelem vnímané) těžiště kompozice přitom může být odlišné od těžiště skutečného. Vnímané těžiště může negativně ovlivňovat pocity pozorovatele, budit obavy z pádu. Vnímané těžiště může být ale také zdrojem zajímavých efektů, vzbudit zájem (například u ikebany). Obvykle je těžiště chápáno v souvislosti s proporcemi aranžmá a má být ve spodní třetině kompozice.

### Uspořádání
Uspořádání prvků, linií a částí kompozice je způsobem, kterým lze působit na pozorovatele. Pravidelné uspořádání symetrických prvků působí klidně, chaotické uspořádání přírodních úprav překvapivě nebo přirozeně, směrované linie dynamicky, směřované plochy dramaticky a podobně.

## Povrchy
Vlastnosti odvozené od použitého materiálu.

### Struktura
V aranžmá je důležité vnímání povrchů použitého materiálu, jiný pocit vyvolá materiál, který je silně lesklý, hedvábně lesklý, matný, zrnitý, vláknitý, ostnitý, děravý nebo roztřepený. Stejně tak jiný pocit vyvolá spleť jemných vláken kavylu a provazce amarantusu.

### Barevnost
Barevnost (nebo bezbarvost) je vlastnost použitelná při aranžování. Důležitý je především jas, nasycení, teplota barev. Pomocí kontrastu nebo souladu lze barvy snadno kombinovat a vytvářet vjemy. Vnímání barev je vždy spojeno s osobními asociacemi pozorovatele, některé asociace jsou však společné. Takové asociace jsou ve sociální skupině tradiční nebo zkušenostně zakotvené. Ve spojitosti s komunistickým režimem tak byla dlouho dobu vnímána rudá barva, zelená barva je obecně barvou přikládanou přírodě pro zelené listoví, ačkoliv zelené listoví je méně nápadné než zelené rybníky a řeky. Bílá barva je vnímána jako barva čistoty, ale i svatební, může být poměrně těžké odpoutat pozorovatele, ženu, od této asociace při pohledu na aranžmá s bílými květinami. Ačkoliv je bílá barva vnímána jako symbol čistoty, černá barva neasociuje špínu, ale smutek (pohřeb), eleganci (černý oděv modelek, barva je používaná, protože ve vhodném střihu „zeštíhluje“ a černou lze esteticky s vysokým kontrastem kombinovat s většinou barev), prázdnotu. Z toho je zřejmé, že barva je používána jako rozšířená zkratka pro zážitky a pocity, ale především je používána ve společnosti jako symbol. Způsoby kombinace barev emoci mohou podpořit nebo upřesnit – žlutočerné pruhy, červenofialový přechod, černobílé čtverce, bílé tečky na modré ploše.

## Nástroje
Smyslem aranžování je vytvoření celku, který bude harmonický a bude mít jasný estetický výraz, bude působit na vnímání osob.

### Kontrast
Kontrast je vnímaný rozdíl mezi kvalitami a kvantitami použitých prvků a jejich formami. Kontrast je jedním z nejjednodušších nástrojů k vytvoření nějakého estetického celku. Násilný kontrast ale může působit nevhodně nebo kýčovitě. Vhodné kontrastní kombinace barev jsou předpokládány pomocí teorie barevného kruhu. Fakticky, s ohledem na podstatu použití a vnímání barev, jsou ale zřejmě všechny kombinace barev vhodné, avšak záleží na souvislostech použití. Podobně je tomu s mírou použití kontrastu, souladu a dalších nástrojů.

### Soulad
Soulad je založen na použití prvků s podobnými vlastnostmi. Nesnáze je soulad vytvořen ve skupině se stejnými prvky, jež jsou rovnoměrně umístěny.

### Symetrie
Symetrie v kompozici může být zřejmá nebo skrytá, nemusí být dokonalá. Úprava, kde je použita dokonalá symetrie, naopak někdy působí pro svou zjevnost a statickou povahu nevhodně. Jednoduchá symetrie je dosažena optickou vahou prvků, stejným nebo podobným tvarem nebo velikostí prvků. Skrytá symetrie spočívá ve vnímané opticky vyvážené kompozici. Vyvážení může být dosaženo jednoduše, například pomocí kontrastu použitých prvků nebo jejich významem. Takové úpravy působí podstatně dynamičtěji, zajímavěji a přirozeněji.

### Opakování
Opakování prvků nebo vzoru (rytmus), nebo postupná změna vlastností prvků nebo některých prvků vzorku během opakování (sled) je způsobem vytvoření snadné harmonické kombinace prvků.
Rytmus motivu se může skládat z použitých rostlin, jejich skupin, nebo umělých prvků. Prvky jednoho typu mohou být seskupeny v řadě. Potom směřují pohled diváka ve směru rytmického seskupení. Tím vytvářejí linie pohledu, které oko pozorovatele sleduje. Opakování vyvolává pocit řádu svojí pravidelností. Opakování tak mohou působit uklidňujícím dojmem předvídatelností a jednotou. Uklidňující dojem rytmu může rychle vést až k pocitu stereotypu.

#### Rytmický sled
Rytmický sled je rytmus opakujících se objektů, v průběhu nějž jsou některé vlastnosti použitých prvků pozměněny tak, aby změna byla patrná v plynulé radě a v určitém směru. Opakování, pravidelný rytmus podporuje jednotu. Překročením míry použití může být jednota běžného opakování únavná, může vést ke stereotypu. Proto je vhodné pravidelný rytmus ozvláštnit. Jednou z cest je použití rostlin, které se liší v textuře. Textura je natolik jemný prvek, že může být použita, aniž by tím zničena jednota vyjádření. V souladu s kontrastem v dalších vlastnostech použitých rostlin lze rytmus v pravidelných rozestupech povýšit na rytmický sled. V aranžmá tak lze použít k harmonizaci výsadby sestavu prvků, které mají sice některé vlastnosti viditelně odlišné, ale jsou podobné, nebo příbuzné alespoň v jiných charakteristikách. V průběhu rytmu se může měnit tvar, velikost nebo zbarvení, ale většina ostatních vlastností zůstává stejná. Sledem dodáváme obrazu pohyb, z rytmu se stává příběh. Pro toto uspořádanější je nejvhodnější pokud, můžeme změny plynule pozorovat. Jakkoliv mohou být v okolí sledu i jiné zajímavé celky, nesmějí porušovat souvislost sledu a rytmus pohybu. V průběhu rytmu se může měnit tvar, velikost nebo zbarvení, ale většina ostatních vlastností zůstává stejná. Sledem dodáváme obrazu pohyb, z rytmu se stává příběh. Pro toto uspořádanější je nejvhodnější, pokud lze změny plynule pozorovat.
Plynulý sled lze v této souvislosti chápat jako postupnou změnu nějaké vlastnosti objektů v řadě. Takto třeba zahradnice G. Jekkyl prováděla výsadby záhonů měníce postupně po odstínu barvy z jedné do druhé. Takové výsadby sice poutají silně pozornost, ale opět nikoliv na dlouhou dobu, protože jde v podstatě o velmi jednoduchý efekt.

### Hierarchie prvků
Při vytváření kompozice je vytvářena hierarchie prvků, částí kompozice. Jednotlivé části musí být v náležitém vzájemném vztahu a zároveň podřízeny celkovému záměru. Je zásadně vhodné při tvorbě kompozice použít aspoň několik druhů rostlinných materiálů, tedy více než dva, přestože je tím úkol vytvořit harmonickou kompozici komplikován.
Lze si snadno představit sladěné dílo, v kterém budou všechny prvky stejně nápadné, hodnotné a stejně důležité. V takovém případě jde o kompozice bez hierarchie. Samotné rostliny v takovém celku jsou stereotypní, bezvýznamné, nenápadné jednotlivě. Nejsou vnímány vůbec, vnímán je celek. Příkladem jsou kytice oblíbené v 21. století vytvářené jako stejnorodý chumáč, nebo snop, vyprázdněné od jakékoliv invence i sdělení.
Skutečná kompozice má prvky podřízené a nadřízené. Není tím míněna skutečná významnost, protože vhodné pozadí je stejně důležité jako vhodné popředí. Jde o rozdíl, mezi výraznější a méně výraznou součástí kompozice. Květy poutají pozornost více na méně výrazném pozadí, nejlépe pozadí odlišné barvy a světlosti, než je barva květu.
Je třeba uspořádat všechny rozmanité části a prvky kompozice tak, aby výraznější prvky byly umístěny na důležitějších místech, než prvky tvořící skupiny, prvky doplňkové. V souladu s jejich estetickou hodnotou a podle předpokládaného účinku. Bez vzájemného nadřazování a podřizování jednotlivých částí (princip hierarchie) bychom nedosáhli celkově krásného dojmu ani tehdy, kdybychom v zahradě soustředili množství atraktivních rostlin a cenných dekorací. Jak už zde bylo mnohokrát řečeno, úprava bez kompozice by nebyla skutečným aranžmá, nýbrž pouhou sbírkou exponátů, úhrnem prvků, ve kterém by snad byly zajímavé jednotlivé detaily nebo exempláře. Rozhodně však ne celek, celá kompozice.

#### Dominanta
V každém uměleckém díle může být některý z použitých prvků tak výrazný a tak umístěný, aby poutal pozornost, byl hlavní částí celé skladby. Prvek zde jedinečný a vynikající nad ostatní. Dominanta není nezbytnou součástí kompozice. Naopak. Je mnoho krásných a harmonických kompozic bez těchto výrazných prvků. Takové aranžmá mohou být tvořeny i jen výrazně kontrastními skupinami. Příkladem jsou symetrické aranžmá.
Aby se nějaký prvek mohl stát dominantou, musí být jednak předmět sám o sobě zajímavější nebo nápadnější než jeho okolí, aby převládal nad ostatními, které mu jsou podřízeny v hierarchii. Ostatní část skladby tedy musí být řešena jako kompozice, která poutá pozornost k dominantnímu prvku. Kdyby předmět, k němuž je pozornost vedena, nebyl dosti výrazný, pozornost pohledu pozorovatele by se rozptýlila. Stejně chybně by byla vytvořena kompozice, kde by značně výrazné prvky v okolí dominanty neúmyslně strhovaly naši pozornost, nebo bylo pozadí kompozice neúměrně zdůrazněno, a tak zeslabovalo účinnost dominanty. Individualita jednotlivých rostlin se musí uplatňovat zvláště u menších skupin, kde by úplná jednotvárnost byla brzy unavující. I skupina musí mít v přírodním stylu svou kompozici, a proto je nutné, aby obsahovala jak prvek dominantní, tak i prvky podřízené.
Dominanta není harmonickou součástí celku a odlišuje se od okolí. Harmonie dominanty a okolí je ve vyváženém dramatickém kontrastu, kdy dominanta vytváří odlišností vyvážený protiklad. U dominanty, je velmi důležitý výběr okolí a jeho vlastností, stejně jako výběr solitéry.
Dominanta se používají v kompozicích, kde slouží k oživení celku. Vystupují ze skupiny a rozdělují ji nebo spojují nestejné celky. Někdy přerušují horizontální linie, jindy vytváří přechod mezi plochami. Svým charakterem narušují nevýraznou masu tvořící základ kompozice. Poněvadž jsou prvkem vyloženě výrazným, nesmějí se používat nadbytečně, nemají-li vyvolat pocit neklidu a nesourodosti. Dominanta, jakkoliv se vyčleňuje vlastnostmi či vyzněním z celku, musí být v souladu s celou kompozicí.
Dominantou bude u menších skupin jeden prvek, u velkých nebo složitých skupin kromě jedné dominanty hlavní může být několik dominant vedlejších, které musí vynikat svými rozměry a vzrůstem nad ostatní prvky skupiny, přitom musí být hlavní dominantě podřízeny, aby se náležitě projevila její převaha.
Umístění dominanty závisí na účelu skupiny a hlavně na tom, jak má ovlivnit průběh linií pohledu v kompozici. Dominanta jako hlavní zájmový bod skupiny musí být vhodně umístěna, ideálně nikoliv však v geometrickém středu útvaru (s výjimkou symetrických kompozic), nanejvýše blízko tohoto bodu.
Menší skupiny musí být řešeny jednodušeji než skupiny velké. Zde jsou používány vzájemně odlišné prvky, ale výrazově příbuzné. Nedostatečné zharmonizování skupin by mohlo vyvolat dojem, že jednotlivé součásti kompozice, oddělené skupiny aranžmá, k sobě vůbec nepatří.
Symetricky upravené aranžmá jsou úpravy kde je třeba zdůraznit pravidelnost celkové úpravy, zde musí působit skupina jako absolutně jednotná a výrazově stejnorodá, někdy podřízená určité dominantě. Individualita jednotlivých prvků skupiny bývá zcela potlačena, neboť jediné, na čem záleží, je působení skupiny jako celku.
V symetrické kompozici jsou skupiny pouhou výtvarnou hmotou, tvarovanou s ohledem na celkový efekt úpravy podle potřeby. Jednotlivé prvky tvořící skupinu jsou přitom úplně podřazené. K vytvoření skupiny je zde nejpohodlnější a také výrazově nejsprávnější použít stejnorodý materiál.

### Zaostření
Zaostření je obvykle dosahováno vedením linií pohledu k nějakému bodu nebo bodům. Nutí diváka k pohledu na určité zvýrazněné místo. Výrazné prvky a nápadné části kompozice jsou takto zvýrazněny, aby upoutaly pozornost. Pokud je součástí úpravy atraktivní květina nebo dramatická dekorace, může upoutat pozornost a vzbudit asociace. Aby se zájem soustředil na takový prvek, je vhodné pohled upoutat nápadným okolím v blízkosti prvku, který má být zvýrazněn.
Ačkoliv zaostření může být dosaženo různými prostředky, je intenzivnější zaostření vhodné vytvořit spíše pomocí vyváženého a konzistentního uspořádání kompozice, nejsnáze pak výrazných prvků, či vedením linií. Silné zaostření lze provést barevným nebo světelným kontrastem všech ostatních prvků kompozice a zvýraznit zesvětlením nejbližšího okolí, zbarvením okolí jasnými barvami.

## Popředí a pozadí kompozice
Popředí je část kompozice, která je pozorovateli nejblíže. Jednotlivé předměty zde umístěné vidí oko podrobně, v dostatečné velikosti, v nezkreslené syté barvě a znatelné struktuře. Tím se popředí odlišuje od středu a od pozadí, v nichž detaily mohou částečně splývat nebo být překryty. Je důležité, aby popředí bylo řešeno co nejpečlivěji a aby bylo upraveno výraznými a ozdobnými rostlinami, jejichž kvality by v pozadí nebo středu ztratily. Ke zvýšení celkového efektu popředí lze orámovat popředí tmavým pozadím. Popředí lze zvýraznit rostlinami s velkými, světlými a výraznými listy, velkými barevnými květy, nebo jinými velkými prvky.
Nejvýznamněji je vnímán, nevede-li úprava oko pozorovatele jinak, obvykle střed popředí.
Pozadí je stejně důležité jako popředí kompozice. Struktura a barva pozadí, ale také asociace s nimi spojené, přímo určují způsob vnímání popředí a středu kompozice. Pokud pozadí koresponduje s výrazem kompozice nesejde však příliš na tom zda jde o přirozené struktury nebo umělé prvky.
Pozadí je částí, která často celek svojí hmotou a menší barevností spojuje. Jeho vlivem se mění i vnímání barev jednotlivých součástí celku. Tyto jevy lze zužitkovat podobně jako malíř dodává hloubku svému obrazu například i pomocí postupného snížení zaostření a výběrem světlých nebo tmavých barev, síly kontrastu a barevných tónů.

## Styly
Dekorace je při rozeznávání stylů posuzována (působí) jako celek. Učebnice Floristika z roku 2007 rozeznává tři základní styly aranžmá:
- dekorativní
- vegetativní
- formálně lineární

Uváděné preference jednotlivých stylů floristy v určitých obdobích jsou spíše preferencemi jejich zákazníků. Existence výrobců aranžovaných květin se odvíjí od prodeje aranžmá. Málokterý florista má jiné zaměstnání, z kterého může floristickou praxi dotovat.

### Dekorativní styl
„Dekorativní způsob tvorby je chlebem a solí většiny floristů.“ (Bittnerová, Marie)
Dekorativní styl podle této interpretace dává převládnout zdobnosti a bohatosti úpravy. Takovou úpravou mohou být například úpravy vazby do spirály, kdy výsledek připomíná snop na mnoha sebe namačkaných květů často jednoho druhu a barvy. Toto kompaktní uzavřené aranžmá navazuje na úpravy ve stylu biedermeier. Dekorace v tomto stylu jsou barokně bohaté a podobně komplikované, ale s ohledem na tehdejší finanční možnosti měšťanstva drobné a důstojné, nenápadné, na úrovni náročné řemeslné práce. Podobně tomu dekorativní úpravy při aranžování květin v 21. století ponižují aranžmá na úroveň dekorativních doplňků, avšak často majestátní velikosti a okázalého (bohatého na množství a spotřebu práce) zpracování. Použitý materiál ztrácí na jedinečnosti, přirozené přírodní kráse a působí jen jako hmota. Dekorativní kytice zhotovená z květů orchidejí se neliší příliš od kytice růží stejného odstínu. Výsledek totiž nebude působit exotickou krásou a zvláštností květů orchideje, ale jen barvou a tvarem květu.
Výrazem dekorativního stylu je kontrast, symetrie a asymetrie, barevnost, struktura u skupiny prvků, rytmus. Dekorativní celky mají být zřetelné a pochopitelné na jeden pohled. Pozorovatel nemá vnímat jednotlivé prvky, ale výraz, smysl a kvality celku. Dekorativní celek nikdy nemá v úhrnu prvků vypadat jako beztvará směs s mnoha těžko identifikovatelnými částmi anebo prvky. Zcela typickým příkladem velmi jednoduché dekorativní úpravy je vypichovaný suchý slaměnkový věneček na hrob, slaměnková koule nebo kulatá svatební kytice vázaná do spirály z jednoho materiálu.
Dekorativní styl dává důraz na dokonalost. Především je to dokonalost symetrie částí, dokonalost tvarů a povrchů (stejnost, geometrická přesnost), dokonalost zpracování (začištění, hladkost vypíchaných ploch), dokonalost materiálu (všechny prvky zcela shodné a dokonalé samy o sobě). Některá taková aranžmá, byť řemeslně dokonalé, jsou zcela bezduchými výrobky vyžadujícími pouze dřinu, zkušenost a množství času.
Velmi jednoduchý, ale bohatý dekorativní styl je oblíbený především v Evropě a obou Amerikách, ale lze jej vidět i v Asii.

### Vegetativní styl
Vegetativní styl napodobuje přírodu, a to jak idealizovanou formou vizuálního sdělení nebo úpravou, která odráží víceméně skutečná společenstva. S ohledem na různost biotopů a širokou škálu možností kombinací materiálů lze se znalostí přírody, i bez invence a hlubokého tvůrčího záměru, pouhým logickým uspořádáním skupin a prvků, vytvořit množství příjemně působících kombinací. Výsledek může také využívat běžné estetické principy, které mohou kompozici zatraktivnit. Cílem je působit na emoce, především vlivem asociací. S ohledem na širokou škálu možností je zbytečné popisovat vhodné materiály a zcela odlišné způsoby práce. Ačkoliv je někdy atraktivní použít přírodní malebně se vlnicí větve, je jindy stejně efektivní použít zpříma rostoucí a barvené větve. Někdy je jako prvek lépe použít drobné květy botanických orchidejí, které by jindy zanikly vedle jiných prvků a podobně. Někdy je výhodné použít jednoduché úpravy, jindy je zajímavé použít rafinované a složité kombinace.
Vhodné jsou tedy všechny úpravy, které působí přirozeně a emotivně, nejsou přísně symetrické a neatakují oko pozorovatele násilnými extrémy použití kontrastu hmot a barev, umělou malebností, nebo jinak nepůsobí zmateně a nepřirozeně. Výhodou tohoto způsobu je možnost použití malebné krásy a překvapivých prvků. Vegetativní styl využívá i ikebana, která jinak preferuje malebnost křivek a linií.

### Formálně lineární styl
Jako formálně lineární styl je určován způsob aranžování, jehož podstatou je práce s liniemi, hmotami a hierarchií prvků. Estetickou podstatou jde o dekorativní styl, který je obvykle asymetrický, nebo jeho symetrie není prioritní výrazový prvek. Ačkoliv takové úpravy pracují s liniemi a hmotami mohou stylizovaně napodobovat přírodu. Lineární styl má působit svou jasností a jednoduchostí.
Jednoduchost, jako jasnost, nikoliv chudoba a omezenost, je silnou esteticky působící hodnotou úpravy. Bývá však doporučováno spíše méně různých materiálů, které netříští jasný výsledný výraz celku. Méně druhů materiálů není žádné stylové omezení, ale praktické a rozumné doporučení, které umožňuje snáze vytvořit sladěný celek. Lineární styl může být výrazný a nápadný, využívat silné kontrasty a nápadné přirozené nebo zcela nepřirozené kompozice. Celek ale musí mít vždy jasný a silný výraz a smysl, byť by mělo jít o abstrakci. Tyto zásady ovšem nejsou neporušitelným pravidlem. Styl umožňuje využít jedinečný charakter rostlin a použitých materiálů, jsou výrazovým prvkem úpravy.
Pomocí lineárního stylu lze snadno a rychle, popaměti nebo i s invencí vytvořit efektní a zajímavé úpravy. Lineární styl je však svým způsobem celkem silně omezený právě nezbytnými výrazovými prostředky, dynamickými liniemi, které se opakují v různých kombinacích s různými materiály. Vhodné je proto používat alespoň překvapivé prvky a materiály vyvolávající asociace. Formálně lineární styl má být uměleckým dílem, jedinečným výrazem, který aranžér vytvořil se záměrem vyvolat emoci. Pokusy komerčním způsobem vytvářet výrobky, které jsou zhotovovány podle formálně lineárního stylu, podle určitého vzoru, podobně jako je tomu běžně u dekorativního stylu, mohou působit směšně, jako plakát v rámu místo obrazu.
Některé lineární aranžmá mohou být určeny jako dekorace pro prohlížení z jedné strany.